# Potou-Tano-Sprachen
Potou-Tano-Sprachen ist eine Sprachenfamilie, der 41 westafrikanische Sprachen zugeordnet werden. 
Die Potou-Tano-Sprachen gehören zu folgender Sprachenfamilie:
- Niger-Kongo-Sprachen
  - Atlantik-Kongo-Sprachen
    - Volta-Kongo-Sprachen
      - Kwa-Sprachen
        - Nyo-Sprachen

Die Potou-Tano-Sprachen werden neben anderen Sprachen in Ghana, Togo, Benin und der Elfenbeinküste gesprochen.

## Sprachen
Zu den Potou-Tano-Sprachen gehören:
- Basila-Adele
  - Adele, Togo und Ghana
  - Anin, Benin
- Lelemi-Sprachen
  - Lelemi, Ghana
  - Siwu, Ghana
  - Sekpele, Ghana
  - Selee, Ghana
- Logba, Ghana
- Potou-Sprachen
  - Ebrié, Elfenbeinküste
  - Mbato, Elfenbeinküste
- Tano-Sprachen
- Ega, Elfenbeinküste